# Randy Orton
Randall Keith Orton (født 1. april 1980) er en amerikansk professionel wrestler og skuespiller, der wrestler i World Wrestling Entertainment (WWE). Han er en tredjegenerations-wrestler, da både hans bedstefar Bob Orton, hans far "Cowboy" Bob Orton (WWE Hall Of Famer) og hans onkel Barry O også var wrestlere. Randy Orton har desuden også ringnavnene 'The Viper', 'The Apex Predator' og "The Legend Killer", som kommer fra, at han har besejret en del legender inden for wrestling, blandt andre Shawn Michaels, The Undertaker, Triple H, Ric Flair og en masse andre. Orton er en 13-dobbelt verdensmester i WWE. 
Randy Orton debuterede i WWE den 18. Marts i år 2000, og i 2003 blev han medlem af heel-gruppen Evolution, en gruppe wrestlere bestående af Triple H, Batista og Ric Flair. Som medlem af Evolution vandt Randy Orton WWE Intercontinental Championship samme år. I 2004 vandt han sin første VM-titel, da han besejrede Chris Benoit i en kamp om WWE World Heavyweight Championship. Orton som 24-årig , blev derved den yngste verdensmester nogensinde. Efter VM-titelsejren forlod Orton Evolution og begyndte at kæmpe mod de andre Evolution-medlemmer. I 2006 dannede han tagteamet Rated-RKO med Edge, hvor de vandt WWE World Tag Team Championship. Efter de gik fra hinanden lykkedes det Orton at vinde WWE Championship to gange på én aften ved No Mercy i 2007. Siden 2007 har Orton i alt vundet WWE Championship otte gange, og sammenlagt er han en 12-dobbelt verdensmester i WWE. Han vandt også den traditionsrige Royal Rumble match i 2009 og i 2013 vandt han også en money in the bank ladder match og "Cashed In" på Daniel Bryan i Summerslam, som lige har vundet WWE Championship på det tidspunkt.
På det tidspunkt blev han også heel (Bad guy)
I 2014 den 7 Juli ved WrestleMania 30 mistede han dog World Heavyweight Championship, imod Daniel Bryan og Batista i en triple threat match, hvor at Daniel Bryan vandt kampen.

## WWE Champion og World Heavyweight Champion
Det næste pay-per-view show som var Night of Champions, tabte Randy Orton mod Daniel Bryan for vedensmesterskabet. Dagen efter kom Triple H og tog bæltet fra ham, men det var ikke for at gøre Randy champion igen. Til gengæld blev titlen " vacated" og Randy Orton og Daniel Bryan skulle kæmpe om det i WWE Battleground. Senere i kampen kom Big Show ind og smadret dem begge to, så der var ingen der vandt. De skulle kæmpe om bæltet igen inde i Hell in a Cell med Shawn Michaels som "Special Referee". Senere i kampen kom Shawn Michaels bedste ven, Triple H, ind i buret for at hjælpe Randy Orton, men blev smidt væk af Daniel Bryan. Begrund af det "Super Kicket" Shawn Michaels Daniel Bryan og på den måde fik Randy Orton sit bælte tilbage. Noget tid senere vendte Big Show tilbage til WWE fordi Triple H har hyret ham tilbage og givet ham en chance for verdensmesterskabet i Survivor Series. Big Show tabte til Randy Orton. Senere i TLC skulle World Heavyweight Champion John Cena kæmpe imod WWE Champion Randy Orton for Undisputed Championship i en TLC kamp. Orton vandt og blev dermed den første wrestler nogensinde der har vundet WWE Championship og World Heavyweight Championship på en gang.

## VM-titler
Randy Orton er en 12-dobbelt verdensmester i WWE. Han har vundet VM-titlen alle gangene i World Wrestling Entertainment fordelt med WWE Championship otte gange og WWE World Heavyweight Championship fire gange. 
| Nr. | VM-titel                           | Modstander   | Org. | Dato               | Show                          | Dage | Efterfølger  |
| --- | ---------------------------------- | ------------ | ---- | ------------------ | ----------------------------- | ---- | ------------ |
| 1   | WWE World Heavyweight Championship | Chris Benoit | WWE  | 15. august 2004    | SummerSlam                    | 28   | Triple H     |
| 2   | WWE Championship                   | Triple H     | WWE  | 7. oktober 2007    | No Mercy                      | 0    | Triple H     |
| 3   | WWE Championship                   | Triple H     | WWE  | 7. oktober 2007    | No Mercy                      | 203  | Triple H     |
| 4   | WWE Championship                   | Triple H2    | WWE  | 26. april 2009     | Backlash                      | 42   | Batista      |
| 5   | WWE Championship                   | John Cena    | WWE  | 15. juni 2009      | RAW                           | 90   | John Cena    |
| 6   | WWE Championship                   | John Cena    | WWE  | 4. oktober 2009    | Hell in a Cell                | 21   | John Cena    |
| 7   | WWE Championship                   | Sheamus4     | WWE  | 19. september 2010 | Night of Champions            | 64   | The Miz      |
| 8   | WWE World Heavyweight Championship | Christian    | WWE  | 3. maj 2011        | SmackDown                     | 75   | Christian    |
| 9   | WWE World Heavyweight Championship | Christian    | WWE  | 14. august 2011    | SummerSlam                    | 35   | Mark Henry   |
| 10  | WWE Championship                   | Daniel Bryan | WWE  | 18. august 2013    | SummerSlam                    | 28   | Daniel Bryan |
| 11  | WWE Championship                   | Daniel Bryan | WWE  | 27. oktober 2013   | Hell in a Cell                | 161  | Daniel Bryan |
| 12  | WWE World Heavyweight Championship | John Cena    | WWE  | 15. december 2013  | TLC: Tables, Ladders & Chairs | 82   | Daniel Bryan |

1 Kampen var en six-man tag team match, hvor Orton med en sejr ville sikre sig VM-titlen.

2 Kampen var en fatal four-way match om den ledige VM-titel. Kampen involverede også John Cena, Triple H og Big Show.

3 Kampen var en six-pack challenge, der også involverede Edge, John Cena, Chris Jericho og Wade Barrett.